# Louis Ferron

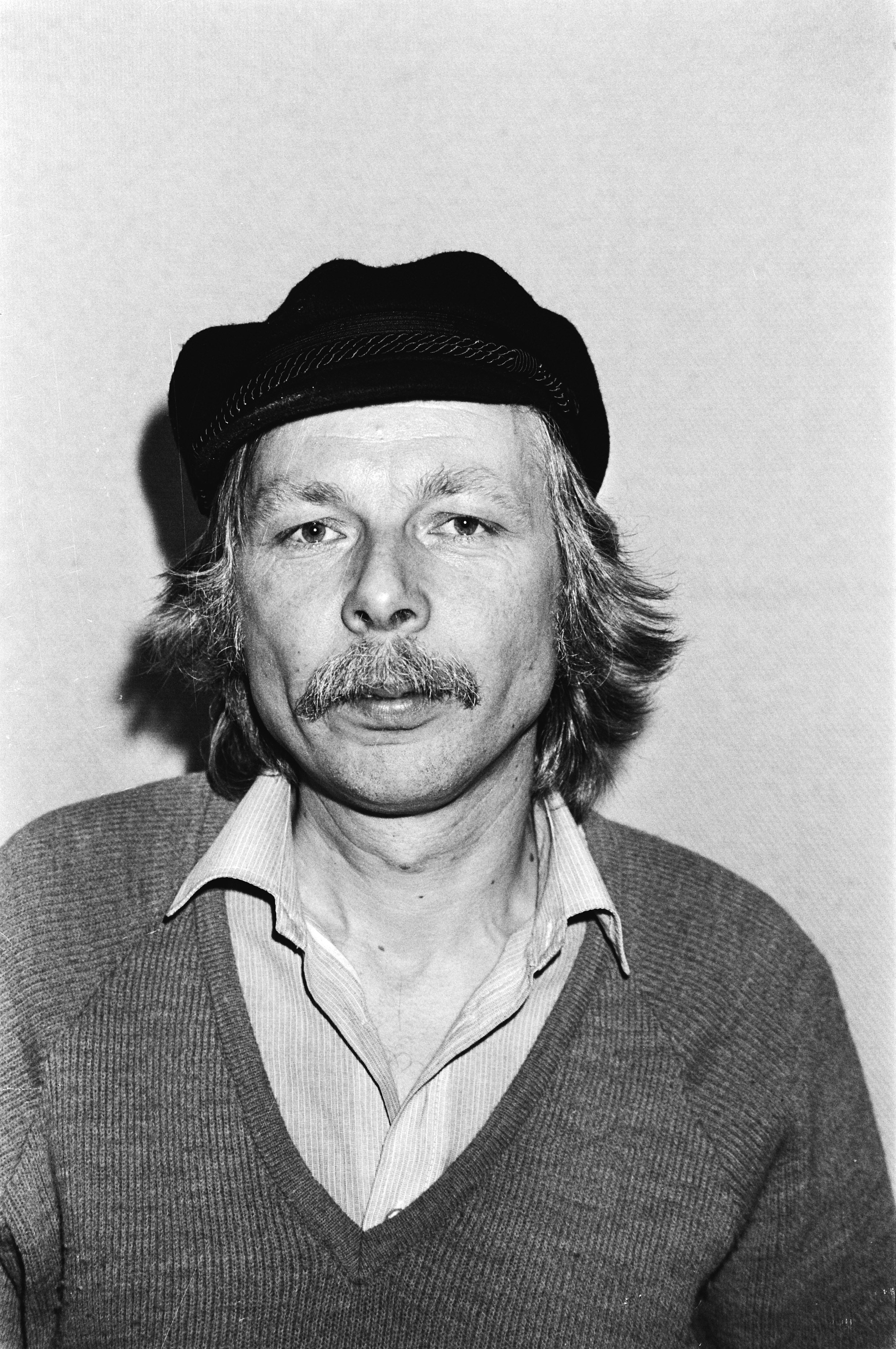
Louis Ferron in 1981.

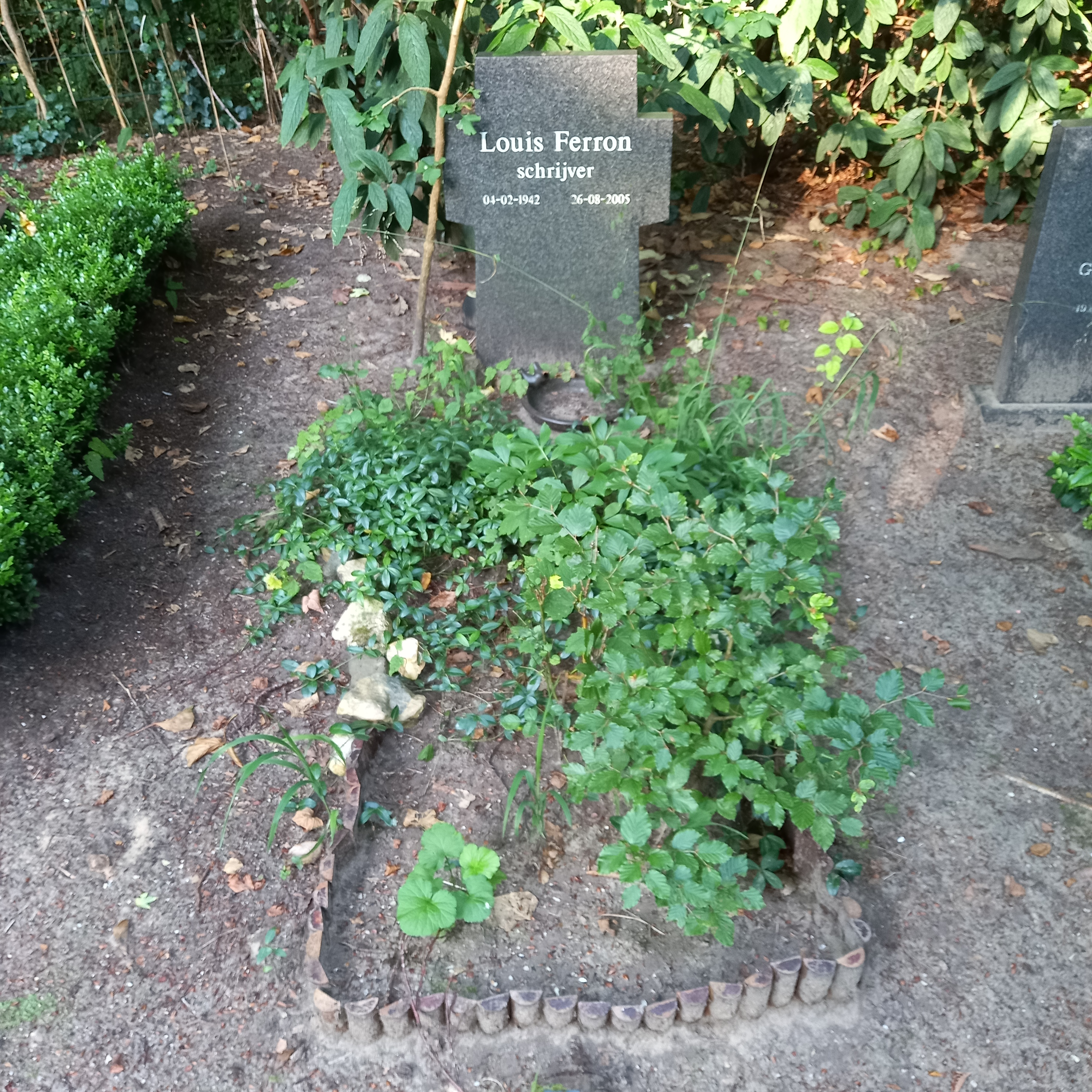
Het graf von Louis Ferron op RK Begraafplaats Adelbert te Bloemendaal (Noord-Holland)

Aloysius (Louis) Ferron (Leiden, 4 februari 1942 – Haarlem, 26 augustus 2005) was een Nederlands dichter en prozaschrijver.

## Biografie
Ferron werd als Karl Heinz Beckering geboren in Leiden uit een buitenechtelijke verhouding van een Duitse getrouwde soldaat met een serveerster uit Haarlem, die Ferron heette. Zijn vader nam hem mee naar Duitsland. Toen deze kort voor het eind van de Tweede Wereldoorlog omkwam, werd Karl Heinz als pleegkind van de wettige echtgenote van zijn vader opgevoed in Bremen. Na de oorlog keerde hij naar Nederland terug. Daar kreeg hij de naam Aloysius (Louis) Ferron. Hij werd opgevoed door de ouders van moeders kant en verbleef op kostscholen en in pleeggezinnen. Hij wilde aanvankelijk schilder worden en volgde lessen bij de kunstschilder Henri Boot, maar trouwde op zijn achttiende met de bijna drie jaar oudere dochter van de schrijfster Lizzy Sara May, Mischa Proper (1939). Mischa, haar moeder en Oscar Timmers, de tweede echtgenoot van haar moeder, moedigden hem aan om schrijver te worden. In 1972 trouwde hij met Agaath de Vries met wie hij 12 jaar samen bleef. Bij haar is zijn literaire loopbaan uitgegroeid tot zijn levenswerk. In 1985 hertrouwde hij met Marianne Schade van Westrum, daarna met Lilian Blom.  
Ferron debuteerde met de gedichtencyclus Kleine Krijgskunde in het tijdschrift Maatstaf in mei 1962. In hetzelfde blad (aug. 1965) verscheen zijn verhaal "Ergens bij de grens". Zijn eerste zelfstandige publicatie, de poëziebundel Zeg nu zelf, is dit ontroerend?, verscheen in 1967. In 1974 volgde een tweede bundel gedichten: Grand Guignol. Daarna publiceerde hij overwegend proza, waarmee hij pas echt naam zou maken. De filosofie van Friedrich Nietzsche en de psychologie van Freud spelen in het werk van Ferron een belangrijke rol. Hij werd beïnvloed door de schrijvers Louis-Ferdinand Céline en Thomas Bernhard.
Ferron ontmaskert allerlei ideologieën en romantische voorstellingen om de daarachter liggende chaos van driften en verborgen formele conventies zichtbaar te maken. Ferrons werk wordt door een aantal critici postmodernistisch genoemd, met name vanwege zijn voorstelling van de werkelijkheid als onkenbaar. In Turkenvespers (1977) is het voor het hoofdpersonage ten slotte zelf niet meer duidelijk of hij werkelijk bestaat, of slechts in de voorstelling is van een wat perverse regisseur.
Ook in de behandeling van historische onderwerpen thematiseert Ferron een werkelijkheid die niet altijd duidelijk is. Met name het beladen Duitse verleden vormt voor de auteur een voortdurende fascinatie. De romans Gekkenschemer, Het stierenoffer en De keisnijder van Fichtenwald worden ook wel de Teutoonse trilogie genoemd, in 2002 in een gezamenlijke band uitgebracht.
Ferron vertaalde werk van James Baldwin en Vladimir Nabokov. Na een kortstondig ziekbed overleed hij op 63-jarige leeftijd in Haarlem aan darmkanker. In De tuinkamer beschrijft Lilian Blom, de weduwe van Ferron, de laatste levensfase van haar echtgenoot.

## Prijzen
- 1977 - Multatuliprijs voor De Keisnijder van Fichtenwald of De metamorfosen van een bultenaar
- 1990 - AKO Literatuurprijs voor Karelische nachten
- 1994 - Ferdinand Bordewijk Prijs voor De Walsenkoning: Een duik in het autobiografische diepe
- 2001 - Constantijn Huygensprijs voor zijn gehele oeuvre